# Ritidectomia

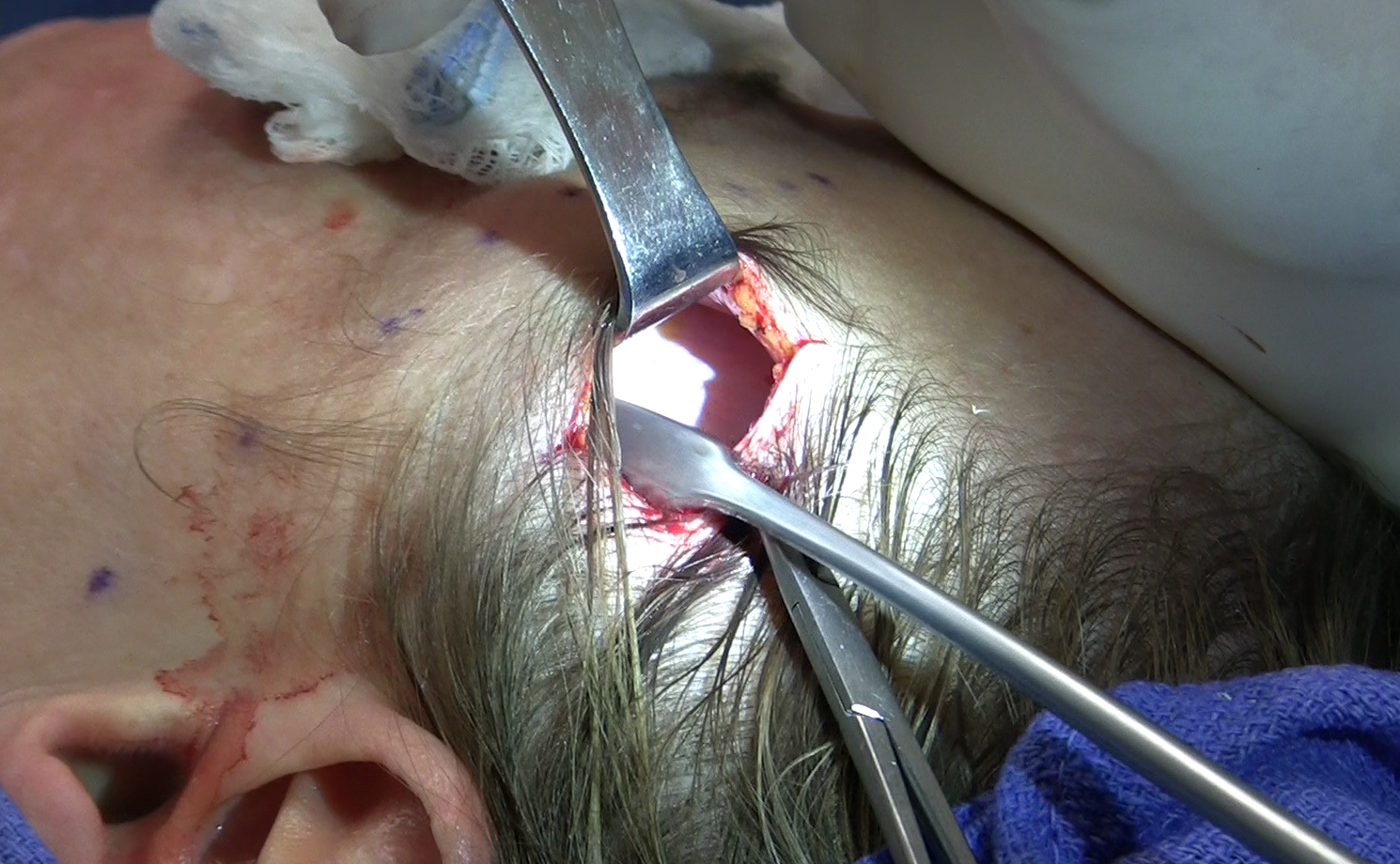
incisione temporale dietro l'attaccatura dei capelli, si noti la superficie lucida della fascia temporale profonda. Questo piano è sezionato fino al cerchio orbitale e collegato al piano maxillofacciale sottoperiostale creato attraverso l'incisione sublabiale sotto il labbro superiore e spesso attraverso un'incisione inferiore della palpebra

La  ritidectomia, conosciuta anche con i nomi di   lift facciale,  ritidoplastica e più genericamente lifting, è un procedimento chirurgico tramite il quale si eliminano le rughe del volto e del collo.

## Procedure

### Iniezione di botox
Una particolare forma è il lifting facciale mediante tossine, la cui efficacia è stata calcolata sulle 15 settimane. 
Essa prevede l'iniezione di tossina botulinica (comunemente chiamata botox) nella zona cutanea interessata, causando una paralisi flaccida dei muscoli espressivi, che si ridistendono. 
Si tratta di un procedimento da ripetere periodicamente al fine di ricercare i risultati sperati.

### Complicanze
Fra le possibili e più comuni complicanze dell'intervento:
- Asimmetria dei lineamenti del volto dopo l'intervento
- Ematoma
- Danni al nervo grande auricolare, al nervo facciale e più raramente al nervo accessorio[2]
- Cicatrici visibili dopo il procedimento

### Per approfondimenti
- Fincher E.F., Moy R. L. Lifting del viso. 2007 Elsevier Masson. ISBN 9788821429866